# Турувр
Туру́вр (фр. Tourouvre) — колишній муніципалітет у Франції, у регіоні Нормандія, департамент Орн. Населення — 1612 осіб (2011).
Муніципалітет був розташований на відстані близько 130 км на захід від Парижа, 100 км на південний схід від Кана, 45 км на північний схід від Алансона.

## Історія
До 2015 року муніципалітет перебував у складі регіону Нижня Нормандія. Від 1 січня 2016 року належав до нового об'єднаного регіону Нормандія.
1 січня 2016 року Турувр, Отей, Бівільє, Брезолетт, Бюбертре, Шам, Ліньєроль, Ла-Потрі-о-Перш, Препотен i Рандонне було об'єднано в новий муніципалітет Турувр-о-Перш.

## Демографія
Динаміка населення (INSEE ):
Розподіл населення за віком та статтю (2006):
| Стать | Всього | До 15 років | 15-24 | 25-44 | 45-64 | 65-85 | Понад 85 |
| --- | ------ | ----------- | ----- | ----- | ----- | ----- | -------- |
| Чоловіки | 768    | 124         | 88    | 152   | 236   | 152   | 16       |
| Жінки | 884    | 116         | 84    | 164   | 216   | 240   | 64       |
| \| Статево-вікова піраміда \| Статево-вікова піраміда \| Статево-вікова піраміда \| \| ----------------------- \| ----------------------- \| ----------------------- \| \| Чоловіки \| Вік \| Жінки \| \| 16 \| 85 + \| 64 \| \| 12 \| 80-84 \| 8 \| \| 36 \| 75-79 \| 40 \| \| 56 \| 70-74 \| 84 \| \| 48 \| 65-69 \| 108 \| \| 72 \| 60-64 \| 40 \| \| 72 \| 55-59 \| 88 \| \| 52 \| 50-54 \| 40 \| \| 40 \| 45-49 \| 48 \| \| 48 \| 40-44 \| 68 \| \| 48 \| 35-39 \| 24 \| \| 20 \| 30-34 \| 32 \| \| 36 \| 25-29 \| 40 \| \| 44 \| 20-24 \| 44 \| \| 44 \| 15-20 \| 40 \| \| 36 \| 10-14 \| 48 \| \| 40 \| 5-9 \| 32 \| \| 48 \| 0-4 \| 36 \| |        |             |       |       |       |       |          |
| Статево-вікова піраміда |        |             |       |       |       |       |          |
| Чоловіки | Вік    | Жінки       |       |       |       |       |          |
| 16 | 85 +   | 64          |       |       |       |       |          |
| 12 | 80-84  | 8           |       |       |       |       |          |
| 36 | 75-79  | 40          |       |       |       |       |          |
| 56 | 70-74  | 84          |       |       |       |       |          |
| 48 | 65-69  | 108         |       |       |       |       |          |
| 72 | 60-64  | 40          |       |       |       |       |          |
| 72 | 55-59  | 88          |       |       |       |       |          |
| 52 | 50-54  | 40          |       |       |       |       |          |
| 40 | 45-49  | 48          |       |       |       |       |          |
| 48 | 40-44  | 68          |       |       |       |       |          |
| 48 | 35-39  | 24          |       |       |       |       |          |
| 20 | 30-34  | 32          |       |       |       |       |          |
| 36 | 25-29  | 40          |       |       |       |       |          |
| 44 | 20-24  | 44          |       |       |       |       |          |
| 44 | 15-20  | 40          |       |       |       |       |          |
| 36 | 10-14  | 48          |       |       |       |       |          |
| 40 | 5-9    | 32          |       |       |       |       |          |
| 48 | 0-4    | 36          |       |       |       |       |          |

## Економіка
2010 року серед 883 осіб працездатного віку (15—64 років) 590 були активними, 293 — неактивними (показник активності 66,8%, у 1999 році було 67,2%). З 590 активних мешканців працювали 493 особи (250 чоловіків та 243 жінки), безробітними було 97 (57 чоловіків та 40 жінок). Серед 293 неактивних 55 осіб було учнями чи студентами, 145 — пенсіонерами, 93 були неактивними з інших причин.

У 2010 році в муніципалітеті числилось 767 оподаткованих домогосподарств, у яких проживали 1619,0 особи, медіана доходів виносила 16 872 євро на одного особоспоживача